# Fudbalski Savez Republike Srpske
Der Fudbalski Savez Republike Srpske (serbisch-kyrillisch Фудбалски савез Републике Српске, kurz FSRS) ist der Fußballverband der Republika Srpska in Bosnien und Herzegowina.
Der Verband verwaltet die 1., sowie die 2. und einige unterklassige Gemeinde-Ligen in der bosnischen Entität. Er wurde 1992 gegründet, spielt aber nicht in Qualifikationen für Welt- und Europameisterschaften mit, weil die Republika Srpska kein unabhängiger Staat, sondern nur ein Landesteil ist.
Der Sitz des Verbands liegt in Banja Luka, der Hauptstadt der Republika Srpska, sowie in Teslić. Der FSRS richtet auch den Republika Srpska-Pokal aus, dessen Rekordsieger Borac Banja Luka ist.